# Jože Domjan
Jože Domjan, slovenski oblikovalec, * 11. maj 1952, Celje.
Diplomiral je 1985 na dunajski Visoki šoli za uporabno in likovno umetnost in tu nadaljeval tudi podiplomski študij. Od 1987 deluje kot svoboden umetnik. Leta 1995 je v Petrovčah ustanovil Studio za vizualne komunikacije Triartes. Najprej se je uveljavil kot ustvarjalec plakatov, posebej gledaliških, enako uspešno pa je oblikoval tudi knjige, koledarje in celostne grafične podobe.